# Lista de vereadores de Saquarema
Esta é a lista de vereadores de Saquarema, município brasileiro do estado do Rio de Janeiro.
A Câmara Municipal de Saquarema é formada por treze representantes. A sala de sessões chama-se Plenário Carlos Campos da Silveira.

## Legislatura de 2025–2028
Estes são os vereadores eleitos nas eleições de 06 de outubro de 2024, pelo período de 1° de janeiro de 2025 a 31 de dezembro de 2028:
|    | Nome                                                                                | Partido                                        | Votos | %    | Observações |
| -- | ----------------------------------------------------------------------------------- | ---------------------------------------------- | ----- | ---- | ----------- |
| 1  | Wellington Estevão da Silva, Wellington de Peres (Rio de Janeiro, 17/04/1979–)      | Partido Liberal (PL)                           | 2.727 | 4,10 | 1º mandato  |
| 2  | Ueverton Siqueira da Silva, Heber Kilinho (Rio de Janeiro, 06.02.1985–)             | Partido da Social Democracia Brasileira (PSDB) | 2.403 | 3,62 | 2° mandato  |
| 3  | Abraão Ribeiro do Nascimento, Abraão da Melgil (São Gonçalo, 22.03.1970–)           | União Brasil (UB)                              | 2.271 | 3,42 | 4º mandato  |
| 4  | Rafael da Costa Castro, Rafael Badá (Casimiro de Abreu, 12.01.1987–)                | Solidariedade (SD)                             | 2.242 | 3,37 | 1º mandato  |
| 5  | Dra. Renata de Carvalho Oliveira Melo (Saquarema, 11.08.1986–)                      | Progressistas (PP)                             | 2,185 | 3,29 | 1º mandato  |
| 6  | Guilherme Ferreira Oliveira, Guilherme Pitiquinho (Saquarema, 07.07.1986–)          | União Brasil (UB)                              | 1.930 | 2,90 | 3º mandato  |
| 7  | Adriana Maria da Conceição Pereira, Adriana de Vander (Rio de Janeiro, 11.02.1969–) | Solidariedade (SD)                             | 1.900 | 2,86 | 4º mandato  |
| 8  | Pedro Ivo Eccard Ivo Pedro Ivo (Niterói, 10.03.1988–)                               | Partido Liberal (PL)                           | 1.855 | 2,79 | 1º mandato  |
| 9  | Odinei Garcia Ramos, Dinei do Raio X (Saquarema, 10.03.1973–)                       | Partido Social Democrático (PSD)               | 1.789 | 2,69 | 2º mandato  |
| 10 | Roberto Cotta Ramalho dos Santos, Roberto Ramalho (Nova Iguaçu, 25.11.1982–)        | Partido Liberal (PL)                           | 1.758 | 2,65 | 1º mandato  |
| 11 | Elísia Rangel de Freitas (Rio de Janeiro, 23.04.1968–)                              | Partido Social Democrático (PSD)               | 1.501 | 2,26 | 3º mandato  |
| 12 | Leandro Franco da Conceição, Leandro Franco (Saquarema, 24.02.1984–)                | Partido da Social Democracia Brasileira (PSDB) | 1.467 | 2,21 | 1º mandato  |
| 13 | Evanildo Ferreira da Silva, Vanildo (Araruama, 13.04.1965–)                         | Progressistas (PP)                             | 1.435 | 2,16 | 3º mandato  |

## Legislatura de 2021–2024
Estes são os vereadores eleitos nas eleições de 15 de novembro de 2020, pelo período de 1° de janeiro de 2021 a 31 de dezembro de 2024:
| Mesa Diretora (2021-2022)             |                       |                        |                           |
| Nome                                  | Início do mandato     | Fim do mandato         | Cargo                     |
| Adriana M. da Conceição Pereira (DEM) | 1º de janeiro de 2021 | 31 de dezembro de 2022 | Presidente da Câmara      |
| Roger Carvalho de Almeida (PSL)       | 1º de janeiro de 2021 | 31 de dezembro de 2022 | Vice-presidente da Câmara |
| Abraão Ribeiro do Nascimento (DEM)    | 1º de janeiro de 2021 | 31 de dezembro de 2022 | 1º Secretário             |
| Roberto Carlos Reis Melo (PROS)       | 1º de janeiro de 2021 | 31 de dezembro de 2022 | 2º Secretário             |

|    | Nome                                                                                            | Partido                                        | Votos | %    | Observações                                             |
| -- | ----------------------------------------------------------------------------------------------- | ---------------------------------------------- | ----- | ---- | ------------------------------------------------------- |
| 1  | Abraão Ribeiro do Nascimento, Abraão da Melgil (São Gonçalo, 22.03.1970–)                       | Democratas (DEM)                               | 1.825 | 3,90 | 3º mandato                                              |
| 2  | Ivan da Silva Melo (Rio de Janeiro, 13.11.1967–Saquarema, 13.01.2021)                           | Partido da Social Democracia Brasileira (PSDB) | 1.629 | 3,48 | 1º mandato Falecido durante o mandato                   |
| 3  | Evanildo Ferreira da Silva, Vanildo (Araruama, 13.04.1965–)                                     | Progressistas (PP)                             | 1.249 | 2,67 | 2º mandato                                              |
| 4  | Dra. Raquel de Carvalho Oliveira Sant'Ana (Saquarema, 05.04.1984–)                              | Partido Republicano da Ordem Social (PROS)     | 1.247 | 2,67 | 2º mandato                                              |
| 5  | Roger Carvalho de Almeida, Roger Gomes (Rio de Janeiro, 21.09.1985–)                            | Partido Social Liberal (PSL)                   | 1.224 | 2,62 | 3º mandato                                              |
| 6  | Roberto Carlos Reis Melo, Bebeto do Rio Seco (Saquarema, 04.09.1966–)                           | Partido Republicano da Ordem Social (PROS)     | 1.202 | 2,57 | 2º mandato                                              |
| 7  | Elísia Rangel de Freitas (Rio de Janeiro, 23.04.1968–)                                          | Partido Democrático Trabalhista (PDT)          | 1.174 | 2,51 | 2º mandato                                              |
| 8  | Amarildo Carvalho de Oliveira, Amarildo Orelha (Saquarema, 08.09.1976–)                         | REPUBLICANOS                                   | 1.171 | 2,50 | 1º mandato                                              |
| 9  | Ueverton Siqueira da Silva, Heber Kilinho (Rio de Janeiro, 06.02.1985–)                         | Partido da Social Democracia Brasileira (PSDB) | 1.146 | 2,45 | 1º mandato                                              |
| 10 | Adriana Maria da Conceição Pereira, Adriana de Vander (2021-2022) (Rio de Janeiro, 11.02.1969–) | Democratas (DEM)                               | 1.125 | 2,41 | 3º mandato                                              |
| 11 | Odinei Garcia Ramos, Dinei do Raio X (Saquarema, 10.03.1973–)                                   | Partido Democrático Trabalhista (PDT)          | 1.088 | 2,33 | 1º mandato                                              |
| 12 | Wagner Matos de Sousa Silva, Vaguinho da Marmoraria (Saquarema, 27.08.1974–)                    | Partido Social Liberal (PSL)                   | 1.079 | 2,31 | 1º mandato                                              |
| 13 | Bruno Enrico de Oliveira Pinheiro (Saquarema, 17.07.1972–)                                      | Partido Democrático Trabalhista (PDT)          | 1.028 | 2,20 | 3º mandato                                              |
| –  | Eduardo Pinto Veiga, Eduardo Melo (Rio de Janeiro, 07.05.1975–)                                 | Partido da Social Democracia Brasileira (PSDB) | 540   | 1,15 | 2º mandato Assumiu em 01.01.2021, no lugar de Ivan Melo |

## Legislatura de 2017–2020
Estes são os vereadores eleitos nas eleições de 2 de outubro de 2016, pelo período de 1° de janeiro de 2017 a 31 de dezembro de 2020:
|    | Nome                                                                                       | Partido                                            | Votos | %    | Observações                                              |
| -- | ------------------------------------------------------------------------------------------ | -------------------------------------------------- | ----- | ---- | -------------------------------------------------------- |
| 1  | Abraão Ribeiro do Nascimento, Abraão da Melgil (São Gonçalo, 22.03.1970–)                  | Partido Trabalhista Nacional (PTN)                 | 1.803 | 4,01 | 2º mandato                                               |
| 2  | Vanildo Siqueira da Silva, Kilinho (Saquarema, 15.03.1975–)                                | Partido Progressista (PP)                          | 1.681 | 3,74 | 1º mandato Candidatura cassada                           |
| 3  | Dra. Raquel de Carvalho Oliveira Sant'Ana (Saquarema, 05.04.1984–)                         | Partido da República (PR)                          | 1.463 | 3,26 | 1º mandato                                               |
| 4  | Romacartt Azeredo de Souza (Saquarema, 05.07.1956–)                                        | Partido do Movimento Democrático Brasileiro (PMDB) | 1.440 | 3,21 | 5º mandato Candidatura cassada                           |
| 5  | Roberto Carlos Reis Melo, Bebeto do Rio Seco (Saquarema, 04.09.1966–)                      | Partido da República (PR)                          | 1.383 | 3,08 | 1º mandato                                               |
| 6  | Evanildo Ferreira da Silva, Vanildo (Saquarema, 13.04.1965–)                               | Partido Humanista da Solidariedade (PHS)           | 1.302 | 2,90 | 1º mandato                                               |
| –  | Maria de Fátima Taeta dos Santos (Saquarema, 18.08.1952–)                                  | Partido Progressista (PP)                          | 1.260 | 2,81 | 5º mandato Assumiu em 14.03.2019, no lugar de Kilinho    |
| 7  | Rodrigo Ferreira de Mendonça, Borges (Niterói, 16.05.1978–)                                | Partido da Social Democracia Brasileira (PSDB)     | 1.171 | 2,61 | 2º mandato                                               |
| 8  | Guilherme Ferreira Oliveira, Pitiquinho (Saquarema, 07.07.1986–)                           | Partido Socialista Brasileiro (PSB)                | 1.138 | 2,53 | 2º mandato Candidatura cassada                           |
| 9  | Bruno Enrico de Oliveira Pinheiro (Araruama, 17.07.1972–)                                  | Partido Democrático Trabalhista (PDT)              | 1.092 | 2,43 | 2º mandato                                               |
| 10 | Adriana Maria da Conceição Pereira, Adriana de Vander (2017-2020) (Saquarema, 11.04.1969–) | Partido Republicano Brasileiro (PRB)               | 1.074 | 2,39 | 2º mandato                                               |
| 11 | Roger Carvalho de Almeida, Roger Gomes (Rio de Janeiro, 21.09.1985–)                       | Partido Trabalhista Nacional (PTN)                 | 1.066 | 2,37 | 2º mandato                                               |
| 12 | Janderson de Aguiar Amorim, da Educação (Niterói, 21.01.1977–)                             | Solidariedade (SD)                                 | 946   | 2,11 | 1º mandato                                               |
| 13 | Elísia Rangel de Freitas (Saquarema, 23.04.1968–)                                          | Partido Democrático Trabalhista (PDT)              | 848   | 1,89 | 1º mandato                                               |
| –  | Marcel Carneiro Chagas (Rio de Janeiro, 19.12.1986–)                                       | Partido do Movimento Democrático Brasileiro (PMDB) | 740   | 1,65 | 1º mandato Assumiu em 14.03.2019, no lugar de Romacartt  |
| –  | Eduardo Pinto Veiga (Rio de Janeiro, 07.05.1975–)                                          | Partido Socialista Brasileiro (PSB)                | 475   | 1,06 | 1º mandato Assumiu em 14.03.2019, no lugar de Pitiquinho |

## Legenda
| Cor  | Significado          |
| Bege | Presidente da Câmara |
| Azul | Suplente             |